# Irodalmi levelezés (Erdély)
Irodalmi levelezés a romániai magyarok körében (1918-1980) – írói pályákat és kapcsolatokat, az irodalmi élet mozzanatait közvetlen, kötetlen formában megvilágító írói dokumentáció, az irodalomtörténet nélkülözhetetlen forrása. A magántulajdonban lévő írói levelek szétszóródásának, pusztulásának veszélyét felismerve, folyóirataink, könyvkiadóink egyre következetesebben szorgalmazzák összegyűjtésüket, közzétételüket.

## 1918 előtti levelezések közreadása
Az érdeklődés az irodalmi levelezés iránt a romániai magyar irodalom két világháború közötti szakaszában érthető módon még kevésbé terjedt ki az egyidejű levelezésre, hanem inkább az irodalomtörténeti előzmények felé fordult, s az előző korok levélanyagának felfedezésére és közlésére irányult. Kiemelkedik e téren Jancsó Elemér kutató és feldolgozó munkássága, aki Aranka György, Döbrentei Gábor, Gyarmathi Sámuel, Kemény Zsigmond, Jókai Mór, gróf Mikó Imre többnyire ismeretlen leveleit hozta nyilvánosságra, főleg a Pásztortűz és a budapesti Magyar Nyelv hasábjain, divatossá téve a "régi levelesládák" megnyitását (1940–44).

## A két világháború közti levelezések közreadása

### Kötetekben
Növekvő figyelem fordult a két világháború között eltelt időszak személyiségei és szellemi termékei felé, s ez abban is megnyilvánult, hogy a könyvkiadók terveiben az irodalmi levelezés egyre többször önálló kötetekbe foglaltan jelentkezett. E kötetek közül még a romániai magyar irodalom előzményeire vet fényt Petelei István irodalmi levelezése (sajtó alá rendezte Bisztray Gyula, 1980), de már a korokat áthidaló leghosszabb életű irodalmi-művelődési társaság dokumentumait tette hozzáférhetővé A marosvásárhelyi Kemény Zsigmond Társaság levelesládája 1876–1948 (sajtó alá rendezte Marosi Ildikó, 1973).
A romániai magyar irodalmi élet megszervezéséért folytatott küzdelmekről tájékoztatott Benedek Elek irodalmi levelezése I. 1921–1929 (közzétette Szabó Zsolt, 1979.) Egy nagy szerkesztő pályájának fordulatairól és a Korunk szerkesztésének gondjairól vall a Gaál Gábor: Levelek (1921–1945) c. gyűjtemény (sajtó alá rendezte Sugár Erzsébet, 1975); a két világháború közötti időszak kulcsfontosságú irodalmi intézményeinek dokumentumait tárta elénk A Helikon és az Erdélyi Szépmíves Céh levelesládája (1924–1944) I–II (közzétette Marosi Ildikó, 1979). Egy-egy sajátos írói-művészi pálya alakulását idézte Horváth Andor válogatásában Brassai (Halász Gyula) Előhívás (1920–1940) c. leveleskönyve (1980), továbbá Jancsó Elemérné született Máthé-Szabó Magda s Juhász András szerkesztésében Kuncz Aladár: Levelek (1907–1931) és Huber András összeállításában Dési Huber István Levelek a szülőföldre c. kötete (mindkettő 1982-es kiadás).
Szántó György, Dienes László, Gaál Gábor, Balogh Edgár és Méliusz József révén a romániai magyar irodalomhoz kapcsolódik Fábry Zoltán válogatott levelezése (1916–1964) c. gyűjtemény (válogatta Csanda Sándor és Varga Béla, Pozsony, 1978).

### Időszaki kiadványokban
A második világháborút követő időszakban kezdték közölni a kibontakozott romániai magyar irodalom jeleseinek levélváltását, nemcsak alkalmi adatközlésként, hanem Irodalmi levelezések címen csoportosítva is a NyIrK hasábjain (1966–71).
Az időszaki sajtó hasábjain megjelent gazdag forrásanyagból kiemelésre érdemesek Szabédi László levelezésének darabjai (Igaz Szó, 1969/4; Korunk, 1977/3, 1979/7–8; Utunk, 1979/15); Ady Endre és Boncza Berta levélváltása, melyet Bustya Endre tett közzé a Csinszka-vita alkalmából a Korunk, A Hét és az Utunk hasábjain (1977–78); továbbá Dsida Jenő levelei Imbery Melindához Marosi Ildikó közlésében (A Hét, 1980/25–38).
Ugyancsak megemlítendő -tól, -től vonatkozásban Áprily Lajos (Utunk 1970/35, 1972/16; NyIrK 1972/2, 1973/1, 1976/1; Igaz Szó 1974/3); Asztalos István (Igaz Szó 1973/6, Kós Károly (Igaz Szó 1973/12, A Hét 1977/35), Osvát Kálmán (Utunk 1968/45), Salamon Ernő (Utunk 1974/7), Sipos Domokos (NyIrK 1968/2; A Hét 1974/16), Tamási Áron (NyIrK 1968/2); Igaz Szó 1969/4; Utunk 1972/50) és Tompa László (Igaz Szó 1973/6) leveleit. Ugyanígy megemlíthetők -nak, -nek vonatkozásban Berde Mária (A Hét 1978/29), Bözödi György (Igaz Szó 1969/3), Franyó Zoltán (Igaz Szó 1972/8), Jancsó Elemér (NyIrK 1967/1; Korunk 1971/12), Kacsó Sándor (Igaz Szó 1969/6), Kovács György (Igaz Szó 1981/4; Utunk 1981/17), Molter Károly (Igaz Szó 1969/11) és Nagy István (Igaz Szó 1973/7) levelei.

### Rejtett formában
Az irodalmi levelezés közlésének rejtett formája az elküldött vagy érkezett levelek csatolása valamely cikkgyűjteményhez, életrajzhoz, monográfiához. Így függelék gyanánt közöl írói leveleket Tabéry Géza Két kor küszöbén (összeállította Robotos Imre, 1970), Dienes László "sejtelme egy földindulásnak..." (válogatta Sugár Erzsébet, 1976), Jordáky Lajos Józsa Béla, Ritoók János Kettős tükör (A magyar–szász együttélés múltjából és a két világháború közötti irodalmi kapcsolatok történetéből, 1979) c. kötete, s ugyanilyen rejtett a Levélváltás Józsa Bélával 1943-ban c. közlés Mikó Imre Akik előttem jártak c. kötetében (1976).
A romániai magyar irodalomtörténet-írásnak is nélkülözhetetlen része a kiadott vagy még kiadatlan irodalmi levelezés szembesítése az irodalmi múlt más forrásokból való feltárásával. Ez az alapvető igény teszi szükségessé az íróktól származó vagy hozzájuk címzett levelek tervszerű begyűjtését bármely illetékes irodalmi múzeum kézirat- és levéltárába.